# 大久保進
大久保 進（おおくぼ すすむ、1930年3月2日 - 2015年7月17日）は、日本生まれのアメリカ合衆国の理論物理学者である。

## 経歴
1949年に東京大学に入学し、1952年に学士号を取得した。1954年にロチェスター大学大学院に入学し、1958年にロバート・マーシャックの指導の下でPh.D.を取得した。その後、1959年から60年にかけてナポリ大学、1960年から61年にかけてCERNに籍を置き、1962年にロチェスター大学に戻って1964年に教授となった。1996年に退職し、名誉教授となった。
主として素粒子物理学を研究し、ゲルマン・大久保の質量公式でよく知られている。この公式は、超電荷と同位体スピンの観点から、SU(3)多重項の質量の関係を正確に予測する。
2005年にアメリカ物理学会からJ・J・サクライ賞を受賞した。 受賞理由は、「CP対称性の破れが部分的な崩壊率の非対称性を許容することを証明し、それによりクォークモデルの開発に欠かせない手がかりを与えた、ハドロン質量および崩壊率のパターンの画期的な研究に対して」である。
1976年に仁科記念賞、2006年にウィグナー・メダルが授与された。1966年にグッゲンハイム・フェロー、1969年にフォード・フェローとなった。アメリカ物理学会とアメリカ数学会の会員であった。
2015年7月に死亡した。家族に、妻のメアリー大久保(Mary Ōkubo)と、娘が2人、孫娘が2人いる。

## 論文
- Introduction to Octonion and Other Non-Associative Algebras in Physics. Cambridge University Press, 1995